# Алексіс Крістал
Алексіс Крістал (англ. Alexis Crystal; 1 січня 1993, Прага, Чехія) — чеська порноакторка.

## Біографія
За власними словами, вона росла неслухняною, а через конфлікт із вітчимом мати вигнала її з дому. Через погану поведінку у школі її неодноразово виключали. Деякий час підробляла у ресторанах мережі швидкого харчування, доки не знайшла оголошення про пошук моделей для еротичних фотографій.
В порноіндустрію у 2011. Перші роки знімалася лише у сценах традиційного, лесбійського та міжрасового сексу . 
З 2016 знімається також у сценах анального сексу, подвійного проникнення та подвійного анального проникнення .
Брала участь у зйомках для європейських та американських порностудій та порносайтів: 21Sextury, Babes.com, DDF Network, Eromaxx Films, Evil Angel, LegalPorno, MET-Art, Mile High, Nubile Films, Porndoe Premium, Private, Pulse Distribution, Reality Kings, Video Art Holland та Video Marc Dorcel.
На травень 2019 знялася у понад 350 порнофільмах та порносценах .

## Вибрана фільмографія
- 2013 — Private Gold: Cum Home For Christmas

- 2014 — Dripping Teenage Cream Pies
- 2014 — Footballers’ Housewives
- 2014 — Swingers Orgies 8
- 2015 — Best of Alexis Crystal
- 2015 — Dirty Clubbing
- 2015 — Spring Break Fuck Parties 5
- 2016 — 5 Incredible Orgies 3
- 2016 — Bi Office
- 2016 — Caught On Camera
- 2016 — Hot Nights In Prison
- 2016 — Hungry Youngsters
- 2016 — Outland Beyond The Far West
- 2016 — Swingers Orgies 12
- 2017 — 4 On 1 Lesbian Gang Bangs 3
- 2017 — Bi Curious 3
- 2017 — Depraved Nights Of A Woman
- 2017 — Prisoner
- 2017 — Rocco and Kelly Sex Analysts
- 2018 — Lesbian Gangbangs
- 2018 — Lil’ Gaping Lesbians 8
- 2018 — Petite HD Porn 23: Petite Princess